# 小行星7064
小行星7064（英語：7064 Montesquieu）是一颗围绕太阳公转的小行星。1992年7月26日，艾瑞克·怀特·埃尔斯特在拉西拉天文台发现了此天体。
这颗小行星的绝对星等为20.35892262833641等。